# Со Чан Бін
Со Чанбін (кор. 서창빈, англ. Seo Chang-bin, нар. 11 серпня 1999, Йонгін, Кьонгі, Південна Корея) відоміший за псевдонімом Чанбін (кор. 창빈, англ. Changbin) – автор пісень, продюсер південнокорейського бой-бенду Stray Kids компанії JYP Entertainment. За даними Корейської асоціації музичних авторських прав (КОМСА) на його ім'я зареєстровано 176 композицій.

## Біографія
Со Чан Бін народився 11 серпня 1999 року в Йонгін, Кьонгі, Південна Корея. Окрім нього в родині є старша сестра. В дитинстві мав думки, що хотів би стати президентом, науковцем або вчителем фізкультури в початкових класах. Чанбін планував гарно вчитися і вступити в один зі списка топ-100 університетів, аби порадувати батьків. Але в певний час його перестало цікавити навчання, він просто слухав реп і займався власними справами. Батьки спочатку не дуже були задоволені таким вибором сина, але згодом бачачи, його зацікавленість, вони були раді, що той так старанно йде до своєї мети. А після того, як він пройшов прослуховування до JYP Entertainment це змусило батьків пишатися сином ще більше.
Закінчив Bora High School. На випускній церемонії Чанбіна були присутні всі учасники Stray Kids.

## Кар'єра

### До дебюту
Хоча Чанбін мав непогані успіхи в навчанні, але в старшій школі після того, як він познайомився з репом, він повністю був поглинутий тим, аби реалізувати себе у цьому напрямі. Перша академія, в якій Чанбін був трейні, хоч і мала непоганий клас з танців, але не зовсім задовольняла його потреби занять репом. Тому, через певний час він змінив академію і став трейні в Mu Doctor Academy. До JYP Entertainment він потрапив, пройшовши одне з прослуховувань, що проводилось в Mu Doctor Academy.
Наприкінці 2016 року став частиною юніту 3RACHA разом Бан Чаном (СВ97) та  Ханом (J.ONE). В той час Чанбін використовував псевдонім SPEARB (англ. «SPEAR» — укр. «спис», B — є першою літерою романізації другого складу його імені Бін, англ. Bin). 18 січня 2017 вони опублікували свій перший мікстейп J:/2017/mixtape на SoundCloud.
Пізніше було анонсовано, що JYP Entertainment та Mnet працюють над запуском нового реаліті-шоу, метою якого буде дебют нової чоловічої групи. Чанбін став одним з 9 учасників, який приєднався до цього проєкту. Цікаво, що ще до старту показу шоу гуртом вийшла їх предебютна композиція «Hellevator» (англ. hell — укр. пекло, англ. elevator — укр. ліфт, а комбінацію цих слів можна перекласти укр. «шлях із пекла»), назву для якого запропонував Чанбін.

### Дебют і подальша діяльність

#### 2018—2020 роки
Stray Kids дебютували 25 березня 2018 року, попри перешкоди під час шоу на виживання, вони змогли дебютувати у повному складі.
Чанбін і далі продовжує створювати музику, будучи частиною продюсерської команди 3RACHA.
Станом на жовтень 2020 року Чанбін увійшов у топ-50 виконавців з найбільшою кількістю музичних авторських прав на KOMCA. А станом на червень 2021 він знову ж таки увійшов до списку найкращих виконавців з найбільшою кількістю авторських прав на пісні.
Композиція «Streetlight» та відео до неї були опубліковані 17 травня 2020 року на YouTube-каналі Stray Kids в рамках SKZ-PLAYER, в якому Чанбін бореться з почуттям самотності. У своїх текстах він часто використовує різноманітні образи та метафори, такі як вуличний ліхтар, який розповсюджує світло, тим самим, даруючи йому почуття безпеки і суцільна темрава, яка навколо нього, символізує власне почуття невпевненості в собі. Від самого початку відео чорно-біле, воно починає набувати кольорів, коли Чанбін підіймається на сцену, місце яке дарує йому впевненість і бажання рухатися далі. Лірика була повністю написана Чанбіном, він також працював над музикою для треку разом з Бан Чаном.
З'явився у 261 епізоді Kings of Masked Singer, як учасник. Він виступив з піснею TABLO feat. Taeyang's – «Tomorrow», де сам виконав усі вокальні та реп партії.
23 жовтня 2020 року був опублікована композиція «Cypher» в рамках SKZ-RECORD.

#### 2021 рік
14 березня року Фелікс спільно із Чанбіном опублікували трек «좋으니까» у рамках SKZ-RECORD, до якого вони самі написали лірику, над музикою працювали Чанбін з Бан Чаном. Назву треку «좋으니까» можна перекласти на  укр. «тому що ти мені подобається».
15 березня був гостем разом з Лі Ноу та Синміном на Day6 Kiss The Radio (DeKiRa), ведучим якого є Йонкей із гурту DAY6.
Спільна композиція Чанбіна і Синміна «조각» (англ. «pieces» — укр. «шматочки») була опублікована 24 березня на YouTube каналі Stray Kids у рамках SKZ-RECORD. У пісні закладена ідея про самих Stray Kids, які все ще рухаються до своєї мети і вони не хочуть пропустити нічого на своєму шляху. І це не тільки приємні моменти, біль та проблеми є також невід'ємними «шматочками» цього процесу, які з'єднуються разом аби створити фінальну картину прекрасного майбутнього.
Спільна композиція «오늘 밤 나는 불을 켜» та відео Бан Чана, Чанбіна, Фелікса та Синміна, на вампірську тематику до неї були опубліковані 19 червня у рамках SKZ-PLAYER. Дослівний переклад на укр. «сьогодні вночі я запалю світло». Коли наступає ніч, і весь світ занурюється у сон, а ти, лежачи у ліжку під ковдрою, ніяк не заснеш, адже в тебе так багато справ, на які варто звернути увагу. Залишається тільки одне «Up All Night» укр. «не спати всю ніч».
Чанбін проводив декілька сольних трансляцій в додатку V LIVE, а також проводив їх з іншими учасниками Stray Kids. Неодноразово з'являвся на трансляціях Chan's Room. На одній з таких трансляцій (95 епізод) разом з Бан Чаном вони показали своїм фанатам, як працюють над створенням пісень. Результатом цього ефіру стала жартівлива пісня Can't live without Changbin, що можна перекласти на укр. «Я не можу жити без Чанбіна». А в 100 епізоді Chan's Room Хан написав свою лірику, яка стала другим куплетом.
Чанбін, разом із іншими учасниками продюсерської команди 3RACHA, з'явився у 14 епізоді шоу Loud для колаборації із учасниками «команди JYP». Разом з Юн Міном, Чо Ду Хьоном, Лі Ге Хуном, Міцуюкі Омару, Окамото Кейджу та Лі Дон Хьоном вони виконали композицію «Back Door», до якої учасники Loud зробили зміни у ліриці.
21 жовтня року ексклюзивно на Joox (стримінговий сервіс для азійських та південно африканських країн), вийшла композиція «Mirror Mirror», у колаборації з тайськими артистами FHERO та MILLI, де Чанбін виконав одну з партій. Світовий реліз відбувся 28 жовтня, цього ж дня було опубліковане музичне відео до композиції, тизер до якої вийшов за день до цього. Їхня композиція зайняла 19 місце у чарті Billboard World Digital Song Sales. Також композиція здобула нагороду Music of The Week від T-Pop Stage Show, впродовж чотирьох тижнів поспіль вона займала перші місця на шоу, два тижні поспіль «Mirror Mirror» отримала максимальну оцінку, 40,000 балів, що сталося вперше за історію цього шоу.
31 грудня в соціальних мережах гурту з'явилося відео на композицію «#LoveSTAY», яка стала новорічним подарунком для фанатів. Відео містило нарізку кадрів зі знімання музичних кліпів, інших розважальних проєктів Stray Kids та безпосередньо відео із запису самої композиції в студії. У ліриці учасники звертаються до своїх шанувальників та висловлюють свою подяку за підтримку, яку вони від них отримують від початку дебюту і дотепер.

## Особиста діяльність
| Дата виходу | Назва                                                                                   | Примітки                       |
| ----------- | --------------------------------------------------------------------------------------- | ------------------------------ |
| 09/09/2018  | [Stray Kids: SKZ-PLAYER]                                                                | [ 29 ]                         |
| 17/05/2020  | [Stray Kids: SKZ-PLAYER]                                                                | [ 30 ]                         |
| 20/07/2020  | [Stray Kids: SKZ-RECORD]                                                                | Результат роботи Two Kids Song |
| 23/10/2020  | [Stray Kids: SKZ-RECORD]                                                                | [ 32 ]                         |
| 15/01/2021  | [Stray Kids: SKZ-PLAYER]                                                                | [ 33 ]                         |
| 14/03/2021  | [Stray Kids: SKZ-RECORD]                                                                | [ 34 ]                         |
| 24/03/2021  | [Stray Kids: SKZ-RECORD]                                                                | [ 35 ]                         |
| 19/06/2021  | [Stray Kids: SKZ-PLAYER]                                                                | [ 36 ]                         |
| 28/10/2021  | F.HERO x MILLI Ft. Changbin of Stray Kids — Mirror Mirror (Prod. by NINO) [Official MV] | [ 37 ]                         |
| 31/12/2021  | Stray Kids «#LoveSTAY»                                                                  | [ 38 ]                         |